# بناوة
بناوة هي قرية في مقاطعة سردشت، إيران. يقدر عدد سكانها بـ 99 نسمة بحسب إحصاء 2016.